# Erich Kunzel

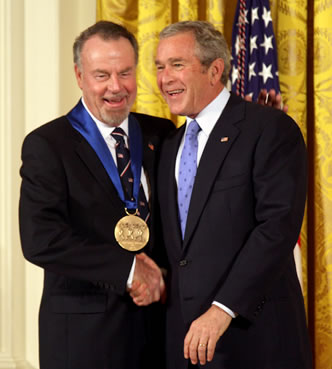
Erich Kunzel, a la izquierda

Erich Kunzel Jr. (21 de marzo de 1935 - 1 de septiembre del 2009) fue un director de orquesta estadounidense.
Comenzó como timbalista en su colegio, en Greenwich (Connecticut), recibiendo su primer graduado musical por el Dartmouth College. Kunzel también estudió en Harvard y en la Universidad de Brown.
De 1960 a 1965 dirigió la Filarmónica de Rhode Island. De 1965 a 1977 fue maestro asociado de la Orquesta Sinfónica de Cincinnati.
La gran fama le llegó con sus grabaciones de música clásica popular, como director de la Orquesta Pops de Cincinnati desde 1977. Durante ese período fue director de numerosos conciertos populares. También hizo grabaciones innovadoras de jazz. Además, Kunzel condujo a la Orquesta Sinfónica Nacional en varios conciertos televisisados.
Cuando el consejo de la Orquesta Sinfónica de Cincinnati creó la Orquesta Pops de Cincinnati en 1977, fue nombrado director musical, convirtiéndose desde entonces en el "padre" de la orquesta. Realizó un hecho histórico por haber sido el primer estadounidense en presentarse con una orquesta en China, en octubre de 2005. En 2006 fue premiado con la Medalla Nacional de las Artes. En junio de 2008 dirigió a la Orquestra Sinfónica de Toronto.